# Sceptuchus simplex
Sceptuchus simplex es una especie de mantis de la familia Iridopterygidae.

## Distribución geográfica
Se encuentra en Malasia y Singapur.